# فرودگاه بین‌المللی سواستوپول
فرودگاه بین‌المللی سواستوپول (به انگلیسی: Sevastopol International Airport) یک فرودگاه همگانی، نظامی با کد یاتا UKSUKS/BQB است که یک باند فرود بتن دارد و طول باند آن 3007 متر است. این فرودگاه در شهر سواستوپول کشور اوکراین قرار دارد .